# 25 Ax - Il bello di essere J-Ax
25 Ax - Il bello di essere J-Ax è la terza raccolta del rapper italiano J-Ax pubblicata l'11 maggio 2018 dalla Sony Music.

## Descrizione
Si tratta di una raccolta celebrativa dei 25 anni di carriera del rapper e comprende i suoi principali successi dal 1993 al 2018 tra brani da solista e quelli con gli Articolo 31.

## Tracce
CD 1
1. Meglio prima
2. Maria Salvador
3. Vorrei ma non posto
4. I vecchietti fanno o
5. + stile
6. Deca dance
7. Domenica da coma
8. I Love My Bike
9. Uno di quei giorni
10. Senza pagare
11. Tre paperelle
12. Come un sasso
13. Anni amari
14. Ti amo o ti ammazzo
15. Piccole cose
16. Intro
17. Immorale
18. Rap n’roll
19. Piccoli per sempre
20. La tangenziale

CD 2
1. Domani smetto
2. La fidanzata
3. Domani
4. Faccia come il cuore
5. La mia ragazza mena
6. Volume
7. Tranqi Funky
8. Fare a meno di te
9. Spirale ovale
10. Maria Maria
11. Tocca qui
12. Nato sbagliato
13. L'italiano medio
14. Guapa loca
15. Duedipicche
16. Non è un film
17. Senza regole
18. Voglio una lurida
19. Il sole dentro me